# Hylaea angustata
Hylaea angustata är en fjärilsart som beskrevs av Feichtenberger 1964. Hylaea angustata ingår i släktet Hylaea och familjen mätare. Inga underarter finns listade i Catalogue of Life.